# Хорхе Манрике
Хорхе Манрике (шп. Jorge Manrique; Паленсија, 1440 - Куенка, 1479) био је шпански песник и војник, познат по свом делу Копле посвеће смрти његовог оца (шп. Coplas por la muerte de su padre) које ѕе сматра једним од најзначајнијих дела шпанске књижевности XV века. Према својим делима припада предренесанси.

## Биографија
Хорхе Манрике је рођен 1440. године у једној од најстаријих властелинских породица у Кастиљи, у породици која је поред јуначких ратника и политичара дала и неколико песника. Био је син великог мештара Сантијашког реда (шп. Orden de Santiago) Родрига Манрикеа (шп. Rodrigo Manrique) и нећак песника Гомес Манрикеа (шп. Gómez Manrique). Упоредо са писањем песама био је и војник, учествовао је заједно са својим оцем у биткама које су претходиле успону Католичких Краљева (шп. Reyes Católicos). Обојица су били присталице Сантијашког реда (шп. Orden de Santiago) и борили су се на страни Исабеле I од Кастиље (шп. Isabel I de Castilla) против присталица Хуане Белтранке (шп. Juana la Beltraneja). Био је ожењен Гујомар и имао је сина и ћерку, Луиса и Луису. Преминуо је 1479. године у 39. години живота услед повреда задобијених у нападу на Кастиљо де Гарсимуњос (шп. Castillo de Garcimuñoz).

## Дело
Хорхе Манрике се убраја међу најзначајнија песничка имена шпанског XV века. Због своје преране смрти, његово дело није много опсежно те се састоји углавном од љубавних песама. У својим поезијама користи углавном једноставан језик, тешке метафоре и друге реторичке ресурсе који отежавају разумевање. Писао је љубавне, рефлексивне и бурлескне песме. Док највећи број његових песничких композиција остаје и тематски, и стилски, и метрички, у границама просечне дворске лирике, песма Копле посвеће смрти његовог оца (шп. Coplas por la muerte de su padre) поставља га на посебно место у лирској поезији његовог доба.

### Копле посвећене смрти његовог оца

#### Главни јунак
Родриго Манрике (шп. Rodrigo Manrique) је главни јунак овог дела и отац Хорхе Манрикеа. Имао је 12 година када се прикључио Сантијашком реду (шп. Orden de Santiago) и тамо је био све до своје смрти. Учествовао је у 50 борби и у 24 битке је победио Маваре и Хришћане због чега је добио епитет „Други Сид” (шп. Segundo Cid). Борио се против Хуана II од Кастиље (шп. Juan II de Castilla), Алвара од Луне (шп. Álvaro de Luna) и Енрикеа IV од Кастиље (шп. Enrique IV de Castilla), бранећи величину арагонских кнежевића (шп. Infantes de Aragón), децу коју је Фернандо I од Арагона (шп. Fernando I de Aragón) имао са својом тетком Елеонором од Албукерка (шп. Leonor de Alburquerque), и славно учење Католичких Краљева (шп. Reyes Católicos). Умро је 11. новембра 1476. године у Окањи (шп. Ocaña), у Толеду, од канцерогених чирева која су му уништили лице за неколико дана. Имао је 70 година када је умро.

#### Песма
Песма Копле посвеће смрти његовог оца (шп. Coplas por la muerte de su padre) припада лирској врсти тужбалица. Хорхе Манрике у структури своје тужбалице, која се састоји од 40 строфа (копли), углавном следи уобичајену шему. Први део песме је меланхолична евокација смрти која се прикрада тихо и пред којом су једнаки сви, и „они који живе од рада својих руку, и богаташи”. Смиреним, једноставно свечаним тоном, песник говори о овом свету који је човеково пролазно боравиште; место где човеку ништа трајно не припада, већ се све губи неповратно.
```
Este mundo es el camino                 Овај свет је пут
para el otro, qu'es morada              за други, што је боравиште
sin pesar;                              без јада;
mas cumple tener buen tino              али треба бити способан
para andar esta jornada                 па прећи тај пут
sin errar;                              не грешећи;
partimos quando nascemos,               крећемо када се родимо,
andamos mientra vivimos                 ходамо док живимо,
y llegamos                              и стижемо
al tiempo que feneçemos;                када окончавамо;
assi que quando morimos                 тако да се када умиремо
descansamos                             одмарамо
[
1
]
```

У наставку, песник се сећа значајних личности из прошлих, давних времена, па и из недавне прошлости. Нижу се питања: где су сада војводе, кнежеви и краљеви, моћници од којих су стрепели непријатељи; где су лепе даме, ватрени љубавници. Никога и ничега више нема, све је ишчезло као роса на ливади. Песник помиње тужну судбину Алвара од Луне (шп. Álvaro de Luna) који је био најмоћнији човек у краљевини, па онда завршио живот на губилишту; сећа се краља Хуана II од Кастиље (шп. Juan II de Castilla), арагонских кнежевића (шп. Infantes de Aragón). Сви они су били беспомоћни када им је дошао смртни час. У завршном делу своје песме описује витешку личност свога недавно преминулог оца коме је и посвећена ова тужбалица. Набраја његове врлине и јуначке подвиге који су га учинили славним и поштованим, али и по њега је дошла смрт. Смирено и достојанствено, Родриго се одазива на њен позив и умире. Његов живот је завршен, али после њега остаје успомена на његову славу.
Тужбалица је састављена од строфа (копли) од дванаест стихова. Свака строфа се дели на две полустрофе. У свакој полустрофи трећи и шести стих су четверци, а сви остали су осмерци. Пошто је тужбалица доживела велику славу, ова строфа се још назива „Копла Хорхе Манрикеа” (шп. Copla de Jorge Manrique) ili „Манрикењева строфа” (шп. Estrofa manriqueña).